# Peperomia hilariana
Peperomia hilariana är en pepparväxtart som beskrevs av Friedrich Anton Wilhelm Miquel. Peperomia hilariana ingår i släktet peperomior, och familjen pepparväxter. Inga underarter finns listade i Catalogue of Life.